# Medio Baudó
Pour les articles homonymes, voir Baudo.
Medio Baudó est une municipalité située dans le département de Chocó, en Colombie.